# 이슬람 사회주의
이슬람 사회주의( - 社會主義, 영어: islamic socialism)는 이슬람 영성에 근거한 사회주의이다. 이슬람 사회주의자들은 꾸란과 예언자 무함마드의 가르침에 따른 경제적 평등을 주장한다.

## 대표적 인물
- 가말 압델 나세르
- 수카르노
- 무아마르 알 카다피

## 같이 보기
- 아랍사회주의
- 바트주의
- 기독교 공산주의
- 기독교 사회주의
- 이슬람 여성주의
- 카르마트파
- 종교 사회주의